# 개진초등학교
개진초등학교는 대한민국 경상북도 고령군 개진면 오사리에 있는 공립 초등학교다.

## 학교 연혁
- 1932년 12월 23일 개진공립보통학교(4년제) 개교(설립인가 12월 3일)
- 1938년 4월 1일 개진공립심상소학교로 개칭
- 1940년 4월 1일 6년제 개편
- 1941년 4월 1일 개진공립국민학교로 개칭
- 1982년 3월 1일 고령중학교 개진분교장 개교
- 1985년 9월 7일 병설유치원 개원
- 1996년 3월 1일 개진초등학교로 개칭
- 1999년 3월 1일 영동분교장 편입
- 2008년 3월 1일 직동초등학교, 영동분교장 통폐합
- 2009년 2월 258일 병설유치원 폐원
- 2017년 2월 15일 제82회 졸업(총 2513명)
- 2017년 9월 1일 제23대 이원규 교장 부임
- 2018년 2월 9일 제83회 졸업(총2516명)
- 2023년 3월 1일 제25대 박순지 교장 부임

## 참고 자료
- 개진초등학교 - 한국교육학술정보원 학교알리미